# اس‌ام یوبی-۵۲
اس‌ام یوبی-۵۲ (به انگلیسی: SM UB-52) یک زیردریایی است که طول آن ۵۵٫۳ متر (۱۸۱ فوت) می‌باشد. این زیردریایی در سال ۱۹۱۷ ساخته شد.